# Martín Cardetti
Martín Cardetti (Río Cuarto, 22 d'octubre de 1975) és un exfutbolista argentí, que ocupava la posició de davanter. Posteriorment ha fet d'entrenador de futbol.

## Carrera esportiva
Va començar la seua carrera el 1995 a les files del Rosario Central, club amb el qual guanya eixe mateix any la Copa CONMEBOL. Dos anys després recala al River Plate, amb qui s'imposa al campionat domèstic i a la Supercopa Sudamericana de 1997. Avalat per estos títols, el 1998 fitxa per la UD Salamanca, de la primera divisió espanyola. No té massa fortuna i el seu equip és cuer.
Retorna a River Plate, on roman tres anys abans de provar de nou l'aventura europea. En aquest temps hi guanya el Clausura 2000, l'Apertura 2001 i el Clausura 2002. En aquesta segona etapa marca 39 gols en 74 partits amb la samarreta dels de Buenos Aires.
De nou per Europa, juga al Paris Saint-Germain FC i al Reial Valladolid, sense despuntar en cap dels dos. De nou a l'Argentina, hi milita al Racing Club. El 2005 fitxa per l'UNAM Pumas mexicà. Posteriorment hi jugaria amb el Gimnasia de La Plata del seu país, el Deportivo Cali colombià, i de nou a l'Argentina, pel Colón de Santa Fe.